# Johannes Schiess (Mediziner)
Johannes Schiess (* 26. Mai 1837 in Herisau; † 24. Februar 1910 in Alexandria; heimatberechtigt in Herisau) war ein Schweizer Arzt und Förderer der Archäologie in Alexandrien.

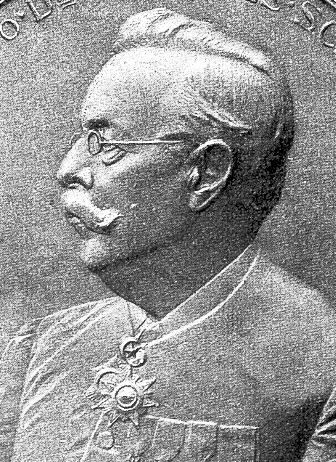
Johannes Schiess

## Leben und Werk
Johannes Schiess war der Sohn des Fabrikanten Hans Konrad Schiess und der Anna Katharina, geborene Frischknecht. Nach einer einjährigen Lehre als Schmied besuchte er von 1856 bis 1859 das Seminar in Gais. Ab 1860 bis 1862 war er für zwei Jahre Seminarist am Alumneum in Basel. Von 1862 bis 1866 studierte er Medizin an der Universität Basel. In Bern, Paris und Berlin setzte er seine Studien fort. 1868 war er Sanitätsarzt auf Kreta, wo er die Schriftstellerin Marie Espérance von Schwartz kennenlernte. Von Ismail Pascha, dem Khedive von Ägypten, erhielt Schiess die Einladung für die Eröffnungsfeier des Sueskanals im November 1869.
Diese Einladung führte dazu, dass Schiess als Divisionsarzt am Militär- und Zivilspital in Alexandria arbeitete und in Alexandria lebte. Schiess präsidiert dort die Ärztekammer. Ab 1880 war er ein Förderer der Cholera- und Tuberkuloseforschung. Von 1885 bis 1890 war er Spitaldirektor. 1872 heiratete er die Arzttochter Hélène Seraphine Honorine Tricon. Später, 1907, ging er die Ehe mit Elisabetha Tschinderle ein. In seinem Haus beherbergte und unterstützte er Archäologen wie Georg Theodor Schreiber und Heinrich Schliemann sowie den Anthropologen Georg Schweinfurth.
1879 erfolgte seine Erhebung zum Bey, 1906 zum Pascha. Als Mitglied der Munizipalbehörde und Präsident des Museumskomitees des am 26. September 1895 eingeweihten Griechisch-Römischen Museums Alexandria engagierte sich Schiess für die Stadtentwicklung, Archäologie und Anthropologie Alexandrias. Dabei wurde er von Ernst von Sieglin finanziell unterstützt. Für seine Verdienste wurde Schiess im Dezember 1900 eine goldene Medaille verliehen.